# Partyzánský vrch
Partyzánský vrch är en kulle i Tjeckien.   Den ligger i regionen Ústí nad Labem, i den norra delen av landet, 100 km norr om huvudstaden Prag. Toppen på Partyzánský vrch är 543 meter över havet, eller 114 meter över den omgivande terrängen. Bredden vid basen är 1,4 km.
Terrängen runt Partyzánský vrch är platt österut, men västerut är den kuperad.Runt Partyzánský vrch är det ganska tätbefolkat, med 60 invånare per kvadratkilometer. Närmaste större samhälle är Šluknov, 3,4 km öster om Partyzánský vrch. I omgivningarna runt Partyzánský vrch växer i huvudsak blandskog.